# 索菲亚·安德鲁霍维奇
索菲亚·尤里伊芙娜·安德鲁霍维奇（羅馬化：Sofiia Yuriivna Andrukhovych；1982年11月17日—），烏克蘭的作家與翻譯家，出生於烏克蘭伊万诺-弗兰科夫斯克，其父為作家尤里·安德鲁霍维奇，丈夫為作家安德里·邦達爾。
2014年，安德鲁霍维奇所著的小說《快樂奧地利》獲該年度的BBC烏克蘭年度書籍獎；2015年她獲約瑟夫·康拉德-科熱日尼奧夫斯基文學獎；2021年3月獲頒女性藝術家獎，同年她並獲選為新時代雜誌烏克蘭百大成功女性。
除寫作散文和小說外，安德鲁霍维奇也從事翻譯，將英文書籍翻譯成烏克蘭文。

## 著作

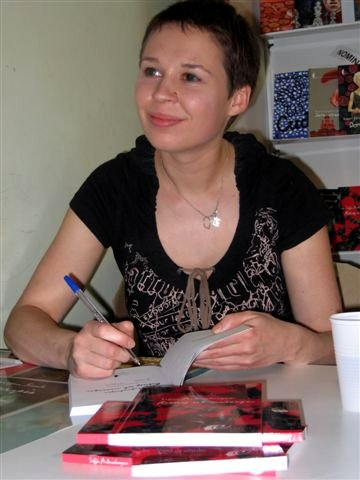
索菲亚·安德鲁霍维奇，2007年攝於波蘭華沙

索菲亚·安德鲁霍维已出版7本散文集，其作品已被翻譯成英文、波蘭文、德文、捷克文與塞爾維亞文等數種語言。

### 文集
- Літо Мілени (Kiev, 2002).
- Старі люди (Ivano-Frankivsk, 2003).
- Жінки їхніх чоловіків (Ivano-Frankivsk, 2005).
- Сьомга (Kiev, 2007).
- 快樂奧地利（烏克蘭語：Фелікс Австрія） Фелікс Австрія (Lviv, 2014).：獲該年度LitAccent年度書籍獎（烏克蘭語：ЛітАкцент року）
- Сузір'я Курки (Lviv, 2014). 與瑪莉安娜·普羅哈斯科（烏克蘭語：Прохасько Мар'яна）合著
- 阿瑪多查（烏克蘭語：Амадока (роман)） Амадока (Lviv, 2020)：獲該年度LitAccent年度書籍獎[6]

### 翻譯
- Manuela Gretkowska, Європейка（自波蘭文翻譯成烏克蘭文）
- J·K·羅琳《哈利波特－火盃的考驗》（自英文翻譯成烏克蘭文）